# El Chapulín Colorado

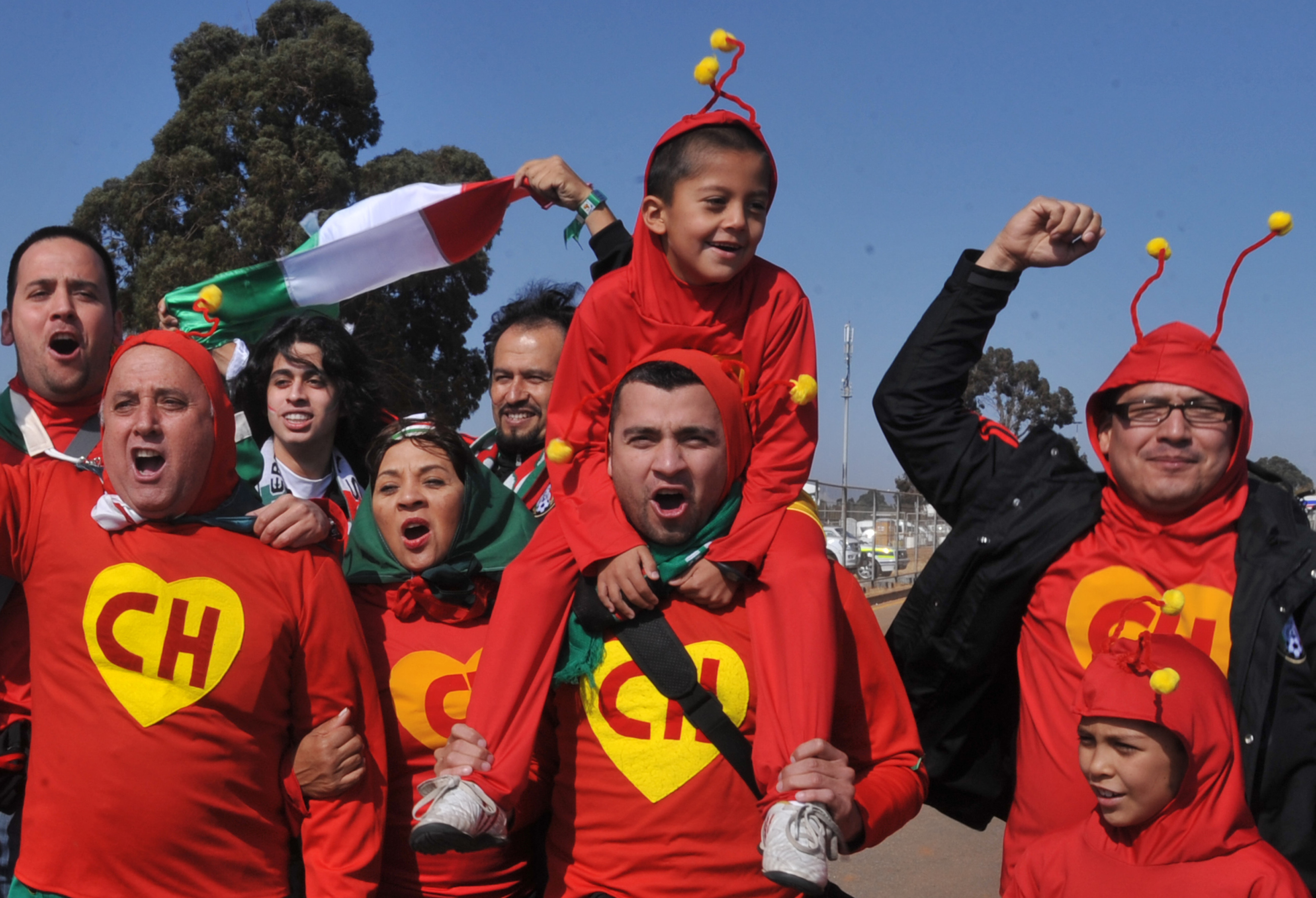
Des supporters mexicains déguisés avec le costume du héros de la série lors de la coupe du monde de football en Afrique du Sud en 2010

El Chapulín Colorado est une série télévisée mexicaine créée par Roberto Gómez Bolaños, dit Chespirito, et diffusée entre 1973 et 1979 sur Televisa.
El Chapulín Colorado est devenu une série indépendante en 1973, bien qu'elle ait existé depuis 1970 sous la forme de sketchs d'une dizaine de minutes inclus dans le programme Los supergenios de la mesa cuadrada, puis Chespirito. Certains de ces sketchs ont été regroupés par la suite comme « Saison 1972 » parce qu'ils ont été enregistrés cette année là. Selon Televisa, la série compte un total de 250 épisodes.

## Synopsis
Cette série est une parodie des aventures de super-héros. Le personnage principal, El Chapulín Colorado, porte un costume moulant rouge agrémenté d'un cœur jaune portant les lettres « CH » et d'une queue de pie, ainsi qu'un short jaune et des chaussures de tennis jaune et rouge. Il porte aussi deux antennes dites « de vinyle », et dispose d'une arme redoutable, son marteau de plastique nommé « el Chipote chillón » qui lui permet de frapper ses ennemis, ainsi que de pastilles de Chiquitolina, qui lui permettent de devenir minuscule.
Il a pour devise « Más ágil que una tortuga, más fuerte que un ratón, más noble que una lechuga; su escudo es un corazón... es ¡el Chapulín Colorado! » (Plus agile qu'une tortue, plus fort qu'une souris, plus noble qu'une laitue; son blason est un cœur… c'est le Chapulin Colorado !), servant d'ouverture à chaque nouvel épisode.
Invoqué par la phrase « ¡Oh! Y ahora ¿quién podrá defenderme? » (Oh, et maintenant, qui pourra me défendre ?) ou « ¡Oh! Y ahora ¿quién podrá ayudarme? » (Oh, et maintenant, qui pourra m'aider ?) proférée par des personnes en détresse, il intervient dans toutes sortes d'événements plus ou moins dramatiques (enlèvements, braquages de banques, mariages forcés, phénomènes surnaturels…). À noter que dans certains épisodes, Chespirito s'amuse à représenter de façon humoristique de grands événements de l'histoire mexicaine (par exemple, la conquête du Mexique par les conquistadors espagnols) ou mondiale (par exemple, la Préhistoire, ou la Seconde Guerre mondiale), ainsi que des épisodes de la littérature (par exemple, l'histoire de Roméo et Juliette). Ces épisodes donnent parfois lieu à des morceaux de bravoure, agrémentés de chansons.
Dans ses aventures, le Chapulín Colorado fait malheureusement preuve d'un mélange de crédulité, bêtise et naïveté, qui fait que bien souvent, il contribue à compliquer ou à aggraver la situation plutôt qu'à la résoudre. Et si dans la plupart des épisodes, l'histoire se termine bien, c'est en général à la suite d'un concours de circonstances dont le Chapulín Colorado finira par s'attribuer tout le mérite.
Il ponctue régulièrement ses actions de phrases que la plupart des amateurs de la série ont vite apprises par cœur : « No contaban con mi astucia » (Ils ne comptaient pas avec mon astuce !), « Se aprovechan de mi nobleza » (Ils profitent de ma grandeur d'âme), « ¡Lo sospeché desde un principio! » (Je m'en doutais depuis le début !) « Síganme los buenos » (Suivez moi, les bons ! (par opposition avec les méchants)), « Calma, calma, que no panda el cúnico » (Du calme, que la nanique ne paisse pas !, au lieu de Du calme, que la panique ne naisse pas !), etc.
Le Chapulin Colorado cherche parfois à illustrer ses propos à l'aide de proverbes qu'il a tendance à mélanger, les rendant finalement incompréhensibles.
Dans une interview de Roberto Gómez Bolaños au programme télévisé argentin La noticia rebelde en 1987, le créateur précise le sens philosophique du personnage, et ses différences avec les super-héros américains tels que Batman ou Superman :
Ce ne sont pas des héros. Le Chapulín Colorado est un héros, et ceci est sérieux. L'héroïsme ne consiste pas à ignorer la peur, mais à la dépasser. Ils n'ont pas peur, Batman, Superman, ils sont tout puissants et ne peuvent pas connaitre la peur. Le Chapulín Colorado meurt de peur, il est faible, idiot etc. Et tout en étant conscient de ces handicaps, affronte les problèmes. C'est un héros qui perd - une autre caractéristique des héros - les héros perdent souvent, et ensuite, leurs idées triomphent.

## Distribution
- Roberto Gómez Bolaños : El Chapulín Colorado, El Doctor Chapatín, El Chompiras y el Peterete
- Ramón Valdés : Súper Sam, El Rascabuches, El Tripaseca, Alma Negra, El Gran Jefe Carne Seca
- Edgar Vivar : El Panza Loca
- Rubén Aguirre : El Chori, El Matalote

## Phrases duChapulin Colorado
- "¡No contaban con mi astucia!" ("Ils ne comptaient pas avec mon astuce !"), prononcée lorsque le Chapulin Colorado réussit une action, quelquefois par pur hasard ou chance.
- "¡Síganme los buenos!" ("Suivez moi, les bons !") (par opposition avec "les méchants"), phrase prononcée avant de s'élancer vers un nouvel endroit.
- "Lo sospeché desde un principio" ("Je m'en doutais depuis le début"), prononcé après avoir posé une question dont la réponse était évidente.
- "Lo hice intencionalmente para..." ("Je l'ai fait exprès pour ...") pour justifier une action stupide. Exemple : "je l'ai fait exprès pour vérifier la résistance du mur" après s'y être cogné.
- "Todos mis movimientos están fríamente calculados" ("Tous mes mouvements sont froidement calculés"), phrase qui suit souvent la phrase précédente.
- "Se aprovechan de mi nobleza" ("Ils profitent de ma grandeur d'âme") souvent prononcée après avoir été humilié par une remarque du genre de "Nous aurions mieux fait d'appeler Superman !".
- "Yo opino..." ("Je pense que...") une phrase généralement interrompue par un autre personnage, empêchant le Chapulin Colorado de donner son opinion.
- "Es exactamente lo que iba yo a decir" ("C'est exactement ce que j'allais dire") lorsqu'un autre personnage propose une idée astucieuse pour résoudre un problème.
- "¡Que no panda el cúnico!" ("Que la nanique ne paisse pas !", au lieu de "Que la panique ne vous envahisse pas !").
- "¡Chanfle!" (ou "¡Rechanfle!" la seconde fois, "¡Recontrachanfle!" la troisième fois), exclamations marquant la stupéfaction.

```
  Exemple : "-Mon père a été enseveli sous les décombres !" "-Sous les dé-quoi?"  "-Combres !"  "-Chanfle !"
```

- "Sí, lo hago ..." ("Oui, je vais le faire ...!"), phrase prononcée par le Chapulin Colorado lorsqu'il est sollicité pour mener à bien une action périlleuse, dans l'espoir de gagner du temps, voire d'être dispensé de l'action en question.

## Gadgets et super-pouvoirs
- Le Chipote chillón, un marteau en plastique jaune et rouge avec lequel le Chapulín étourdit ses ennemis,
- La Chicharra paralizadora, dont le son permet de paralyser instantanément ceux qui en entendent le son (un coup), puis de les ramener à la normale (deux coups),
- Les pastilles de chiquitolina, qui lui permettent de devenir minuscule (c'est-à-dire encore plus qu'il ne l'est déjà, comme le disent ses ennemis avec humour ...),
- La possibilité de voyager dans le temps et dans l'espace, ce qui lui permet de vivre des aventures très variées, selon les épisodes (préhistoire, Seconde Guerre mondiale, présent, futur, voyages sur Mars, dans l'espace ...).
- La capacité de respirer dans l'espace sans aide d'aucune sorte,
- Dans certains épisodes, la capacité de léviter,
- La capacité de parler et comprendre « toutes les langues du monde, sauf celle des critiques de cinéma » (sic).
- Dans un épisode, on apprend que le Chapulín Colorado a besoin de lunettes, mais qu'il ne les porte pas durant ses aventures, car le syndicat des Super-héros interdit leur utilisation durant le service.

## Personnages récurrents
Certains personnages ont eu l'occasion d'être présents dans plusieurs épisodes du Chapulín Colorado. Il s'agit en particulier de personnages maléfiques et caricaturaux, que les spectateurs avaient plaisir à retrouver d'une fois sur l'autre. 
- Les 'gentils' :

- Súper Sam : Joué par Ramón Valdés. C'est un super-héros américain qui ressemble beaucoup à l'Oncle Sam. Sa phrase favorite est "Time is Money, oh yeah!". Selon un personnage joué par Florinda Meza, Super Sam est "comme le Chapulín Colorado, mais avec un compte en banque."

- Les 'méchants' :

- Les mafieux :
- Tripaseca : Joué par Ramón Valdés. C'est un peu l'archi-ennemi du Chapulií Colorado.
- Shory : Joué par Rubén Aguirre.
- Minina : Jouée par Florinda Meza. Une femme qui accompagne les mafieux dans leurs plans machiavéliques. Elle fume avec un porte cigarette et fait preuve d'une faible capacité intellectuelle.
- Pocas Trancas : Joué par Rubén Aguirre, c'est un fou échappé d'un asile.

- Les cow-boys :
- Rascabuches : Joué par Ramón Valdés.  Il a une fille nommée Rosa la Rumorosa.
- Mantonsísimo Kid : Interprété par Carlos Villagrán ou  Rubén Aguirre.
- Rosa la Rumorosa : Interprétée par Florinda Meza. Elle est la fille du Rascabuches.

- Les pirates :
- Alma Negra : Interprété par Ramón Valdés.
- Matalote : Interprété par Rubén Aguirre.
- Sabandija : Joué par Carlos Villagrán.
- Panza Loca : Interprété par Edgar Vivar.

## Commentaires
Roberto Gómez Bolanos explique qu'il a créé le personnage en réaction aux super héros d'Amérique du Nord, tels que Batman et Superman, qui avaient tendance à envahir la télévision mexicaine. Il proposa le personnage, qui s'appelait alors "El Chapulin Justiciero", à plusieurs acteurs mexicains, mais aucun n'accepta le rôle. Il décida alors d'interpréter lui-même ce personnage.
Souhaitant effectuer des effets vidéos en chromakey, pour doter son personnage de pouvoirs extraordinaires, il décida de l'affubler d'un vêtement rouge, qui devait faciliter les manipulations électroniques de l'image. Il changea alors le nom de "Chapulín Justiciero" en "Chapulín Colorado". 
Le nom "Chapulín" fut choisi volontairement (il s'agit d'un mot mexicain provenant de la langue nahuatl) pour insister sur le côté mexicain du personnage. Le nom El Chapulín Colorado fait allusion à une sauterelle de couleur rouge commune au Mexique.
La série a été diffusée pour la première fois au Mexique en 1970, où elle faisait partie d'un programme intitulé Los Supergenios de la mesa cuadrada (Les Super Génies de la Table Carrée) dans lequel jouait Chespirito et trois des futurs membres de la série.
Entre 1973 et 1979, elle devient une série à part entière, tout comme l'autre série de Chespirito intitulée El Chavo del Ocho. Un chapitre final où on remerciait les spectateurs fut même tourné et diffusé. La série a ensuite continué comme une partie de la série Chespirito jusqu'en 1993. 
Cette série connaît un immense succès dans toute l'Amérique latine, où elle est très régulièrement rediffusée, mais également aux États-Unis, surtout dans la communauté hispanique.
Avec cette série, Chespirito fit une utilisation intensive du système dit chroma key et de l'écran bleu ou vert, pour réaliser de nombreux effets spéciaux. Ainsi, le Chapulín Colorado peut voler ou flotter dans les airs, réaliser des mouvements impossibles, se battre contre des martiens, des sorcières et autres étranges créatures. Les effets spéciaux permettent aussi de représenter l'effet réducteur des pastilles de Chiquitolina, où l'on voit le Chapulín passer sous des portes, ou évoluer en miniature parmi des objets aux proportions démesurées.
Chespirito fut l'un des premiers réalisateurs à utiliser abondamment ce type d'effets dans la télévision mexicaine.
De plus, les décors de la série sont souvent réalisés en polystyrène expansé, ce qui autorise des bagarres entre les différents personnages, durant lesquelles les décors subissent des destructions impressionnantes. Des effets sonores enregistrés en post-production viennent ponctuer les chocs encaissés par les personnages.